# Frostharte Zitruspflanzen

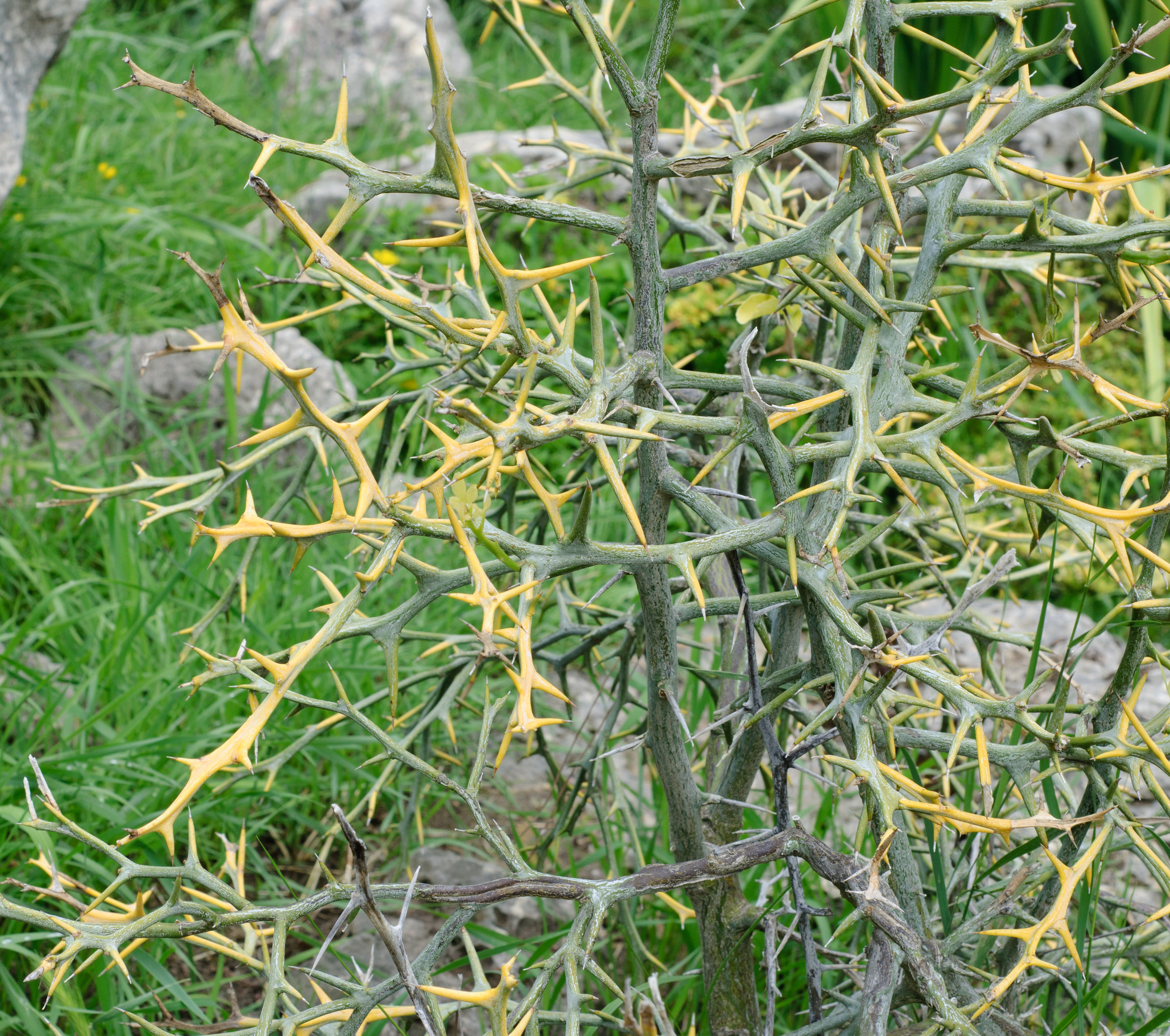
Habitus der laubabwerfenden Dreiblättrigen Orange ohne Blätter

Frostharte Zitruspflanzen nennt man Zitruspflanzen mit erhöhter Winterhärte, die weit über die traditionellen Zitrusanbaugebiete hinaus angebaut werden können. Zitrus-Arten und Zitrus-Hybriden, die in der Regel als frosthart beschrieben werden, zeigen die Fähigkeit, Temperaturen unter −5 bis −15 °C zu widerstehen.
Frostharte Zitruspflanzen werden unterschieden in echte, auch reine (nicht gekreuzte) Arten (beispielsweise Satsuma, Mandarine, Kumquat) oder Hybriden (gekreuzte) (beispielsweise Citrange, Citrandarin, Yuzu) die mit verschiedenen Arten von Zitruspflanzen gekreuzt wurden. Alle Zitrusfrüchte sind essbar, aber einige von ihnen haben bittere Aromen oder der Saft wirkt  adstringierend, was oft als unangenehm empfunden wird, dies ist häufig bei den frostharten Sorten der Fall.
Zitrus-Hybriden mit der dreiblättrigen Orange als Elternteil enthalten oft das bitter und unangenehm schmeckende Poncirin, ein Öl, das in diesen Früchten enthalten ist. Diejenigen, die als „frisch ungenießbar“ oder „bedingt genießbar“ gelten, können (wie alle Zitrusfrüchte) gekocht werden, um Marmelade herzustellen. Alle Gattungen sind so nahe miteinander verwandt und untereinander kreuzbar, dass sie nachfolgend generell als Zitruspflanzen bezeichnet werden.

## Kultivierung
Die Kultivierung der einzelnen Arten ist immer spezifisch, dazu sollten  vorherrschendes Mikroklima (z. B. Frost, Sonneneinstrahlung, Wind, Bodenverhältnisse, Alter der Pflanze etc.) im Garten mit den Ansprüchen der jeweiligen Zitruspflanze abgeglichen werden. Den Zitruspflanzen kann man mit etwas Vlies und bei empfindlichen Pflanzen (z. B. Sorte, Jungpflanze) bzw. in kalten Regionen mit einer Heizschlange über den Winter helfen.

## Echte Zitrus-Arten
Nachfolgend eine Tabelle mit einigen „echten frostharten“ Zitruspflanzen. Die Frosthärte kann von Exemplar zu Exemplar leicht variieren, auch vom Alter der Pflanze abhängig. Nach Frosthärte geordnet (Temperatur aufsteigend).
| Name                                                  | Frosthärte     | Genießbarkeit                           | Anmerkung | Bilder |
| ----------------------------------------------------- | -------------- | --------------------------------------- | --- | ------ |
| Dreiblättrige Orange (Poncirus trifoliata)            | bis −30 °C     | Frisch nicht genießbar                  | Wird sehr häufig als Unterlage für Zitrusveredelungen benutzt und ist sehr leicht mit anderen Zitruspflanzen kreuzbar, obwohl es keine „richtige“ Zitruspflanze ist. Die Einzige in ganz Mitteleuropa winterharte Zitrus-Art. Laubabwerfend. |        |
| Ichang papeda (Citrus ichangensis)                    | ca. −15 °C     | Sehr bitter, wird nicht frisch verzehrt | Wird sehr gerne als Unterlage oder zum Kreuzen aufgrund der recht hohen Frostverträglichkeit benutzt. Frosthärteste „echte“ Zitruspflanze. Immergrün.                                                                                        |        |
| Jiouyuezao-Mandarine (Citrus reticulata 'Jiouyuezao') | ca. −13 °C     | Genießbar                               | Wird schon sehr lange in China kultiviert. Immergrün. |        |
| Kumquat (Citrus japonica)                             | ca. −12 °C     | Genießbar                               | Frucht wird samt der Schale gegessen. Immergrün. |        |
| Changsha-Mandarine (Citrus reticulata 'Changsha')     | ca. −11 °C     | Genießbar, aber enthält viele Samen     | Wird schon sehr lange in China kultiviert. Immergrün. |        |
| Chinotto (Citrus myrtifolia)                          | ca. −8 °C      | Genießbar                               | Wird schon lange in Süditalien, Malta und Libyen kultiviert. Immergrün. |        |
| Australische Wüstenlimette (Eremocitrus glauca)       | −5 °C bis −10° | Genießbar                               | Wird gerne zum Kreuzen benutzt oder findet Verwendung als Unterlage. Immergrün. |        |

## Zitrus-Hybride
Hier die Tabelle mit einigen zum Teil sehr frostharten Hybriden. Die Frosthärte kann von Exemplar zu Exemplar leicht variieren, auch vom Alter des Exemplars abhängig. Nach Frosthärte geordnet (Temperatur aufsteigend).
| Name | Frosthärte  | Genießbarkeit             | Anmerkung | Bilder |
| --- | ----------- | ------------------------- | --- | ------ |
| Citrandarin (Citrus reticulata × Poncirus trifoliata) / (Mandarine × Dreiblättrige Orange)                                                 | etwa −18 °C | Bedingt genießbar         | Die „Changsha“-Citrandarin ist der frosthärteste Hybrid. Teilweise laubabwerfend.                                                                |        |
| Citrumelo (Citrus ×paradisi × Poncirus trifoliata) / (Grapefruit × Dreiblättrige Orange)                                                   | etwa −15 °C | Bedingt genießbar         | Die „Dunstan“ ist wohl die am besten schmeckende Citrumelo. Teilweise laubabwerfend.                                                             |        |
| Citrange (Citrus ×sinensis × Poncirus trifoliata) / (Orange × Dreiblättrige Orange)                                                        | etwa −15 °C | Bedingt genießbar         | Die „Rusk“ ist wohl die am besten schmeckende Citrange. Teilweise laubabwerfend.                                                                 |        |
| Citrangequat (Citrus japonica × (Citrus ×sinensis × Poncirus trifoliata)) / (Kumquat × Citrange)                                           | etwa −15 °C | Genießbar                 | Die „Thomasville“ ist wohl die am besten schmeckende Citrangequat. Immergrün.                                                                    |        |
| Yuzu (Citrus ichangensis × Citrus reticulata) / (Ichang papeda × Mandarine)                                                                | etwa −12 °C | Wird zum Kochen verwendet | Wird schon sehr lange in Japan kultiviert. Immergrün.                                                                                            |        |
| Hybrid USA 119 Segentrange ((Citrus paradisi × Poncirus trifoliata) × Citrus sinensis) / ((Grapefruit × Dreiblättrige Orange) × Orange)    | etwa −12 °C | Genießbar                 | Guter frostharter Orangen-Ersatz. 1973 in Florida gekreuzt. Teilweise laubabwerfend.                                                             |        |
| Sanford Curafora Segentrange ((Citrus sinensis × Poncirus trifoliata) × Citrus reticulata) / ((Orange × Dreiblättrige Orange) × Mandarine) | etwa −12 °C | Genießbar                 | Guter frostharter Mandarinen-Ersatz. 1957 in Florida selektiert. Teilweise laubabwerfend.                                                        |        |
| Ichang-Zitrone (Citrus ichangensis × Citrus maxima) / (Ichang papeda × Pampelmuse)                                                         | etwa −10 °C | Genießbar                 | Kann als frostharter Zitronen-Ersatz verwendet werden. Immergrün.                                                                                |        |
| Satsuma (Citrus × aurantium, Syn.: Citrus unshiu - Hybride Citrus reticulata × Citrus maxima) / (Mandarine × Pampelmuse)                   | etwa −10 °C | Genießbar, wohlschmeckend | Wird schon sehr lange in China kultiviert. Immergrün.                                                                                            |        |
| Orangequat (Citrus sinensis × Citrus japonica) / (Orange × Kumquat)                                                                        | etwa −9 °C  | Genießbar                 | Die „Nippon“ ist wohl beim Geschmack und der Frosthärte die erfolgversprechendste. Immergrün.                                                    |        |
| Citrangedin ((Citrus ×sinensis × Poncirus trifoliata) × Citrofortunella microcarpa) / (Citrange × Calamondinorange)                        | etwa −8 °C  | Genießbar                 | Die Frucht ist klein, orange und schmeckt sauer. Die Blätter können sehr unterschiedlich an derselben Pflanze aussehen. Teilweise laubabwerfend. |        |